# Robert de Jouvenel
Robert de Jouvenel, né le 21 mars 1882 à Paris où il est mort le 2 juillet 1924, est un journaliste français, proche de la mouvance républicaine radicale. 

## Biographie
Il est le frère de Henri de Jouvenel et l'oncle du politologue et économiste Bertrand de Jouvenel sur qui il exercera une influence profonde. À sa mort, Robert de Jouvenel est rattaché, à tort, à la mouvance antiparlementaire du fait de la préface de la réédition de son ouvrage La République des camarades par Paul Morand en 1934. De son vivant, il avait milité dans les rangs de la gauche républicaine et donné ses lettres de noblesse à la Conférence Molé-Tocqueville qui constituait le carrefour des réseaux de la « Gauche démocratique » et qui fournira une grande partie du personnel et des idées du Cartel des gauches.
Considéré par les jeunes adhérents à cette Conférence Molé-Tocqueville comme un « éducateur », il travaillera jusqu'à son décès à l'amélioration de la situation politique de la IIIe République, utilisant la satire, les articles de combat et les livres engagés parmi lesquels La République des camarades (1914). Commandé par l'éditeur Grasset en 1913, l'œuvre se veut une critique de la république dévoyée au nom de la République, un appel à un sursaut au moment où « la démocratie s'endort dans la complaisance ».
Journaliste de renom, il consacre à son métier un ouvrage, Le Journalisme en vingt leçons, qui paraît en 1920. Réédité par les Éditions La Thébaïde en 2015, Jérôme Garcin considère qu'il est « plein de vérités immuables et souvent réjouissantes » concernant la dérive du métier. (L'Obs du 21 mai 2015) 
Quant à André Billy, il souligne que « tous les débutants et même les vétérans de notre profession ont le devoir de le lire et de le relire... » (Le Figaro - 8 août 1934)

## Publications
- La Tribu des Chautemps : Rocambole en famille, Paris, L’Œuvre, 1909
- La République des camarades, Paris, Grasset, 1914 ; nouvelle édition en 1934 chez le même éditeur (Grasset) avec une préface de Paul Morand ; réédition par les éditions Slatkine (collection Ressources) en 1979 avec une introduction de François Bourricaud, puis par les Éditions des Équateurs en 2014 avec une préface de Jacques de Saint-Victor et Thomas Branthôme.
- Le Journalisme en vingt leçons, Paris,  Payot, 1920 ; réédité par les Éditions La Thébaïde en 2015 suivi de la réception critique de l'ouvrage.
- Feu l’État, Paris, J. Ferenczi et fils éditeurs, 1923
- La Politique d'aujourd'hui, enquête parmi les groupements et les partis, avec Alfred de Tarde, Paris, La Renaissance du livre, 1923